# Knölskallelöja
Knölskallelöja (Pimephales promelas) är en fiskart som beskrevs av Rafinesque 1820. Knölskallelöja ingår i släktet Pimephales och familjen karpfiskar. Inga underarter finns listade i Catalogue of Life.
Knölskallelöja blir oftast lite längre än 7 cm och de största kända exemplaren var 10 cm långa.
Arten förekommer i Nordamerika. Den lever i stora delar av Kanada söder om tundran från Atlanten till Stora Björnsjön och till gränsområdet mellan Alberta och British Columbia. Utbredningsområdet fortsätter söderut till centrala och östra USA men arten saknas vid södra delen av Mississippi samt öster om Appalacherna (med några undantag). En avskild population hittades i västra Kanada öster om Vancouver. En annan avskild population lever i norra Mexiko. Den är kanske större än hittills känt.
Knölskallelöja lever i sjöar, dammar, diken, i mindre floder och i andra vattendrag. Den föredrar ställen med långsamt flytande vatten eller med stillastående vatten, ofta med en tätare växtlighet i vattnet. Arten kan uthärda höga temperaturer, syrebrist och vatten med ganska mycket salt.
Födan utgörs av alger och organismer som genomgår sönderdelning (detritus). Honan lägger sina ägg på undersidan av växtdelar. De bevakas sedan av hanen. Livslängden uppgår till fem år.
Några exemplar används som bete under fiske på andra arter. I regionen där knölskallelöjan lever inrättades många naturskyddsområden. IUCN listar arten som livskraftig (LC).